# Mezigenerační učení
Mezigenerační učení je proces, jehož prostřednictvím získávají jedinci všeho věku dovednosti a znalosti, ale také postoje a hodnoty, a to z každodenních zkušeností, ze všech dostupných zdrojů a všemi způsoby v jejich vlastních, žitých světech. Mezigenerační učení je učením záměrným i nezáměrným, jak vědomé tak nevědomé, dále senzomotorické, verbálně kognitivní či sociální učení, celoživotní a všeživotní, převážně neformální a informální. 

## Účastníci mezigeneračního učení
Mezigenerační učení probíhá mezi generacemi. Nemusí vždy jít o generace po sobě jdoucí. Může jít i o generace ob jednu generaci (prarodič-vnouče). Většinou mezigenerační učení probíhá v rámci rodiny, ale není to pravidlem. Účastnící nemusí být v žádném vztahu, neboť učení probíhá kdekoliv (ve škole, v zaměstnání apod.) Role mezi edukátorem (ten který učí) a subjektem edukace (ten který je učen) jsou pevně dané. Během učení se však subjekt edukace může stát edukátorem a naopak. 

## Průběh mezigeneračního učení
Učení směřuje od edukátora k příjemci. Učící se vyhodnotí nutnost a užitečnost předávaných informací podle podstaty svých potřeb. Posléze, podle toho zda jsou informace užitečné, je akceptuje nebo neakceptuje. Nejdůležitějšími prvky je potřeba příjemce a zkušenost edukátora, který ji chce dále předávat. Edukátor aktivně představuje své zkušenosti a na příjemci je, co si z nich vezme do dalšího života. 

## Přínos mezigeneračního učení
Mezigenerační učení je příležitost pro setkávání generaci. Díky tomuto setkávání jsou předávány tradice, kultura, hodnoty  a zvyky. Mladší generace má příležitost naučit se něco nového a změnit názor na generaci starších. Starší generace najdou využití pro svůj čas, mají pocit potřebnosti a sounáležitosti, je to příležitost pro aktivní stárnutí a socializaci. Mezigenerační učení prospívá nejen vztahům generací ale i hodnotám, zvykům a kultuře, které díky kontaktu generací nezaniknou. 

## Mezigenerační učení v rámci programů a kurzů
Pro rozvoj mezigeneračního učení se pořádají programy a kurzy. 
- Programy jsou záměrně vytvořené situace, které mají prohloubit interakci a důvěru mezi generacemi. Jsou brány jako sociální prostředky, které utváří trvající výměny zdrojů a učení mezi staršími a mladšími generacemi.
- Kurzy jsou realizovány přímo za účelem mezigeneračního učení. Kurzy jsou většinou v podobě neformálního vzdělávání, kdy primární směr nemusí vést přímo k mezigeneračnímu učení. Kurzy jsou uskutečněny různými subjekty, jako jsou vzdělávací agentury, firmy, školy, centra volného času či neziskové organizace a jejich nabídka neustále zvyšuje. V těchto kurzech je vzdělávací proces strukturovaný, má předem vymezené cíle a probíhá pod vedením lektora. Jedná se o kurzy kde jsou učeny všechny generace, které se učí navzájem.[5]